# Mamede de Cesareia
Mamede de Cesareia conhecido por São Mamede é um santo cristão, venerado pela Igreja Católica e Ortodoxa.
São Mamede nasceu no Século III, na cidade de Cesareia, hoje chamada Kayseri na Turquia, sob domínio do Império Romano, no tempo do Imperador Aureliano.
As suas relíquias estão na catedral de Langres em França, que lhe é dedicada.